# 郑州公交108路
郑州公交108路是河南省郑州市的一条已停运的公共汽车线路，停运前来往于紫竹路公交站与郑州火车站，由郑州公交集团第一运营公司运营。

## 线路历史
108路的前身为101路电车的西线。1979年5月1日，101路电车正式通车营运，由省人民医院至郑棉六厂，全长12.7公里，当时票价0.20元，由郑州市电车公司（现郑州公交集团第四运营公司）运营。因沿线交通拥堵日益严重，101路运行受到很大影响，经常出现大间隔，给乘客乘车带来不便。因此，2008年8月30日起，101路由火车站断开，分拆为101东线和101西线两条线路，东线来往于电车公司和火车站，西线来往于国棉六厂和火车站。同时对T101路线路进行微调，顶替101路被拆分的空当。。
2009年起，受郑州地铁1号线施工影响，郑州无轨电车陆续暂停运营，101西线和101东线在2009年9月均改由汽车运营。
2012年12月25日，郑州公交对线路编号进行调整，101路东线改为现时的101路，101路西线改为108路，T101路则改为109路。
2017年6月26日，本线西端首站由建设路国棉六厂延伸至元通纺织城。
2018年1月30日，开通与本线走向一致的夜间线路Y19路。
2020年9月9日，108路再次向西延伸，西端首站延至紫竹路公交站，Y19路也同时延伸。
2023年8月起，郑州市对公交线网进行分批次优化调整。根据《郑州市公交线网服务提升方案》，108路于2023年9月11日起停运，大部分线路由G11路取代，同时Y19路路线亦调整为与G11路一致。

## 线路基本资料（停运前）

### 线路走向
108路走向为：紫竹路公交站↔火车站
- 经过道路：科学大道、西四环、建设路、大学路、中原路、正兴街、福寿街、兴隆街、二马路

### 服务时间
- 紫竹路公交站：06:00～21:00
- 火车站：06:00～21:00

### 收费
- 全程单价人民币1元，无人售票，支持绿城通（普通储值卡8折，成人月票5折，学生月票2.5折，老年卡免费）、微信/支付宝乘车码及银联云闪付。

### 与郑州地铁的换乘
- █ 1号线：市民中心、西流湖、西三环、秦岭路、五一公园、碧沙岗、医学院
- █ 5号线：五一公园

### 停站
108路各停靠站点如下表所示：
| 下行站序 | 上行站序 | 站名           | 所在道路 | 轨交换乘                   | 周边地点             |
| 1        | 34       | 紫竹路公交站   | 紫竹路   |                            |                      |
| 2        | ↑        | 科学大道紫竹路 | 科学大道 | 万科城                     |                      |
| 3        | 33       | 科学大道红叶路 | 科学大道 | 高新万科广场               |                      |
| ↓        | 32       | 科学大道西四环 | 科学大道 | 科学公园                   |                      |
| 4        | ↑        | 西四环科学大道 | 西四环   | 科学公园                   |                      |
| 5        | 31       | 西四环冬青街   | 西四环   |                            |                      |
| 6        | 30       | 西四环梧桐街   | 西四环   | 盛世港湾                   |                      |
| 7        | 29       | 西四环药厂街   | 西四环   |                            |                      |
| 8        | 28       | 西四环化工路   | 西四环   |                            |                      |
| 9        | 27       | 西四环通达路   | 西四环   |                            |                      |
| 10       | 26       | 元通纺织城     | 西四环   | 元通纺织城                 |                      |
| ↓        | 25       | 西四环建设西路 | 西四环   |                            |                      |
| 11       | ↑        | 建设西路西四环 | 建设西路 |                            |                      |
| 12       | 24       | 一五三医院     | 建设西路 | 九八八医院（原一五三医院） |                      |
| 13       | 23       | 建设西路长椿路 | 建设西路 | 郑州市第三十六中学         |                      |
| 14       | 22       | 郑州太隆建材   | 建设西路 |                            |                      |
| 15       | 21       | 建设西路雪松路 | 建设西路 | 1 市民中心                 |                      |
| 16       | 20       | 郑州大厨房市场 | 建设西路 |                            |                      |
| 17       | 19       | 建设西路西岗   | 建设西路 |                            |                      |
| 18       | 18       | 建设西路西流湖 | 建设西路 | 1 西流湖                   | 郑州西流湖公园南区   |
| 19       | 17       | 建设西路湖西路 | 建设西路 |                            | 郑州西流湖公园南区   |
| 20       | 16       | 建设西路柿园   | 建设西路 |                            |                      |
| 21       | 15       | 建设路西三环   | 建设西路 | 1 西三环                   | 郑上路社区           |
| 22       | ↑        | 三官庙村       | 建设西路 |                            |                      |
| 23       | 14       | 建设路三官庙   | 建设西路 | 纺机厂家属院               |                      |
| ↓        | 13       | 建设路华山路   | 建设西路 |                            |                      |
| 24       | ↑        | 汽车客运西站   | 建设西路 | 1 秦岭路                   | 西元国际广场         |
| ↓        | 12       | 建设路秦岭路   | 建设路   |                            | 西元国际广场         |
| 25       | ↑        | 建设路国棉六厂 | 建设路   | 郑州市金融学校             |                      |
| 26       | 11       | 建设路桐柏路   | 建设路   | 15 五一公园                | 郑州市第二十四中学   |
| 27       | 10       | 建设路文化宫路 | 建设路   | 15 五一公园                | 五一公园、盛润美丽源 |
| 28       | 9        | 建设路工人路   | 建设路   | 1 碧沙岗                   | 鑫苑国际广场         |
| 29       | 8        | 碧沙岗         | 建设路   | 1 碧沙岗                   | 中原商贸城、泰隆大厦 |
| 30       | 7        | 碧沙岗公园北门 | 建设路   |                            | 碧沙岗公园           |
| 31       | 6        | 炮院           | 建设路   | 炮兵防空兵学院             |                      |
| 32       | 5        | 医学院         | 建设路   | 郑州大学第一附属医院       |                      |
| ↓        | 4        | 大学路中原路北 | 大学路   | 1 医学院                   | 郑州大学医学院       |
| 33       | ↑        | 中原路大学路   | 中原路   | 1 医学院                   | 郑州大学医学院       |
| 34       | 3        | 中原路京广路   | 中原路   |                            | 郑州市第四中学       |
| 35       | ↑        | 福寿街         | 福寿街   | 万博商城、德化商业步行街   |                      |
| ↓        | 2        | 二马路解放路   | 二马路   | 正弘凯宾城                 |                      |
| 36       | 1        | 火车站         | 兴隆街   | 郑州站                     | 郑州火车站           |